# Lande à genévriers de Nogent-sur-Vernisson
Lande à genévriers de Nogent-sur-Vernisson este o arie protejată (sit de importanță comunitară — SCI) din Franța întinsă pe o suprafață de 8 ha, integral pe uscat.

## Localizare
Centrul sitului Lande à genévriers de Nogent-sur-Vernisson este situat la coordonatele 47°50′41″N 2°45′51″E / 47.84472°N 2.76417°E.

## Înființare
Situl Lande à genévriers de Nogent-sur-Vernisson a fost declarat arie specială de conservare în baza directivei 92/43 din 1992 referitoare la conservarea habitatelor naturale și a faunei și florei sălbatice pentru a proteja un număr necunoscut de specii din flora spontană și fauna sălbatică aflate în arealul zonei.

## Biodiversitate
Situată în ecoregiunea atlantică, aria protejată conține 2 habitate naturale: Formațiuni de Juniperus communis pe lande sau pajiști calcaroase, Pajiști uscate seminaturale și facies de acoperire cu tufișuri pe substraturi calcaroase (Festuco-Brometalia) (* situri importante pentru orhidee).
La baza desemnării sitului se află un număr nedeclarat de specii protejate.
Pe lângă speciile protejate, pe teritoriul sitului au mai fost identificate 38 de specii de plante.